# تپه زیر روستا
تپه زیر روستا در شهرستان بیجار، بخش چنگ الماس، روستای کهریز واقع شده و این اثر در تاریخ ۱۰ دی ۱۳۸۱ با شمارهٔ ثبت ۶۸۱۴ به‌عنوان یکی از آثار ملی ایران به ثبت رسیده است.